# 이클립스 (말)

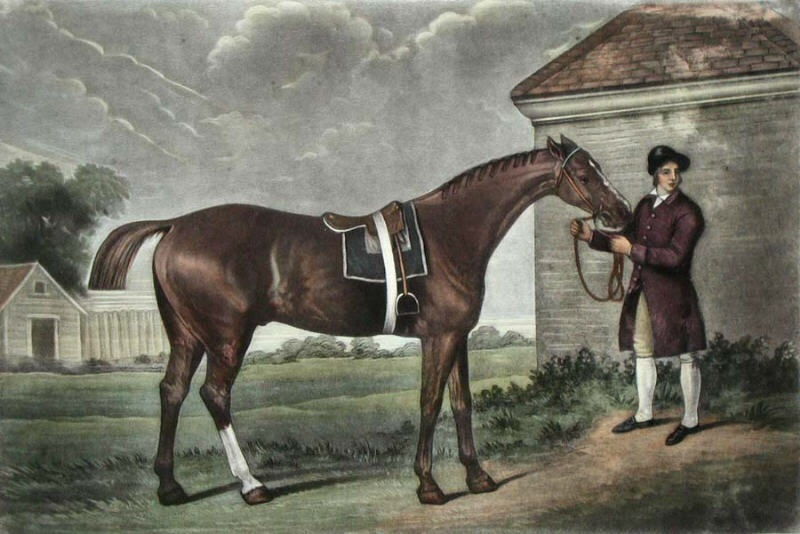

이클립스(Eclipse)는 1764년 4월 5일 영국에서 개기일식이 있던 날 부마인 Marskedhk와 모마인 Spilleta 사이에서 태어났고 이로 인해 마명이 Eclipse라고 붙여졌다. 이클립스는 경주에서 자신의 모든 경쟁상대를 능가했을 뿐만 아니라 종마로서의 역할도 훌륭히 수행해 내었다. 이클립스는 더러브렛의 3대 시조의 하나인 다아레이 아라비안(Darley Arabian)부터 계산해서 5대째의 말이다.
오늘날 현존하는 더러브렛종의 90%는 이클립스로부터 부계혈통을 이어받았는데 세계 3대 주류 혈맥이라 할 만한 노던 댄서계, 나스룰러계, 네이티브 댄서계가 모두 이 계통에 속한다. 이러한 사실은 Herod 와 Matchem 계통의 말들이 최소한 수적인 면에 있어서는 최하위로 밀려났음을 의미하는 것이다. 1세 때 이클립스는 성격이 까다롭고 체구의 발달이 미미한 상태였으나, 시간이 흐름에 따라 마체의 발달과 더불어 강력한 힘과 스피드를 나타내 보이기 시작했으며 동시에 성격은 더욱 까다로워졌다. 그러나 이러한 성격상의 문제는 Sullivan이라는 아일랜드 조련사의 숙련된 조교로 바로잡아졌다. 1769년 5월 3일 5세때 이클립스는 4마일 경주에 첫 출주하여 낙승을 거두게 되는데, 2착마와 1화롱(200m) 이상의 거리차를 두어 관중들로 하여금 놀라움을 자아내게 하였다. 그해 이클립스는 승승장구하여 5월 29일의 Epsom, 6월 13일과 15일의 Winchester, 6월 23일과 26일의 Salisbury, 7월 25일의 Canterbury, 7월 27일의 Lewes, 9월 19일의 Linchfield 경마장에서의 경주에 출주하여 모두 우승하였다. 다음해 봄 다시 모습을 드러낸 이클립스는 그때까지 연승가도를 달리던 Bucephalus를 제치고 우승을 차지하였고, 그 후 계속된 경주에서 연승하여 2년간 통산 21전 21승이라는 화려한 성적을 남기고 1770년 10월 4일 수많은 관중의 환호를 받으며 은퇴하였다.
1771년 종마로서의 활동을 시작한 이클립스는 이후 18년간 344두의 우승마를 배출한 후 25세 때인 1789년 산통으로 죽게 되는데, 그의 사후 밝혀진 가장 놀라운 점은 골격의 강인함과 단단함은 별개로 하더라도 심장의 무게가 6.5kg이나 되었다는 사실이다.